# 奥兰省
奥兰省（阿拉伯语：‎）是阿尔及利亚西北部的一个省，首府奥兰。奥兰省东接穆斯塔加奈姆省，东南与穆阿斯凯尔省，西南与西迪贝勒阿巴斯省相邻，西与艾因泰穆尚特省接壤。
奥兰省的前身是法属奥兰，阿尔及利亚独立后名称被沿用，1968年被列为省，1974年新组成的西迪贝勒阿巴斯省从奥兰省分割出去。现在奥兰省分为9个县和26个市，是阿尔及利亚人口第三多的省份。